# Sprite
Sprite («Спрайт») — газированный безалкогольный напиток со вкусом лайма и лимона, принадлежащий американской компании The Coca-Cola Company. Sprite был создан, чтобы конкурировать в первую очередь с 7 Up.

## История
Торговая марка Sprite была впервые создана около 1955 года Т. К. Эвансом, хьюстонским бутилировщиком, который распространял продукцию Coca-Cola, для линии напитков со вкусом клубники и апельсина; права на название были приобретены компанией The Coca-Cola Company в 1960 году.
Лимонно-лаймовый напиток, известный сегодня как Sprite, был впервые разработан в ФРГ в 1959 году под названием Fanta Klare Zitrone («Чистая лимонная фанта») и был представлен в США под названием Sprite в 1961 году как конкурент 7 Up.
К 1980-м годам Sprite завоевал большую популярность среди подростков. В 1993 году маркетинговое агентство Lowe and Partners по заказу The Coca-Cola Company создало новый слоган англ. Image is nothing. Thirst is everything. Obey your thirst (в России с 1994 года — «Имидж — ничто, жажда — всё! Не дай себе засохнуть!»).